# مصطفی احمدی روشن
مصطفی احمدی روشن (۱۷ شهریور ۱۳۵۸ – ۲۱ دی ۱۳۹۰) معاون بازرگانی سایت هسته‌ای نطنز بود. او پس از خروج از منزل در ساعت ۸:۳۰ صبح توسط یک موتورسیکلت سوار با چسباندن یک بمب مغناطیسی C4 در خیابان گل نبی تهران (میدان کتابی) ترور شد.
او دانش‌آموخته مقطع کارشناسی رشته مهندسی شیمی در سال ۱۳۸۱ از دانشگاه صنعتی شریف بود. رضا قشقایی فرد نیز که همراه وی بود، بر اثر شدت جراحت درگذشت.

## ادعا دست داشتن اسرائیل در ترور

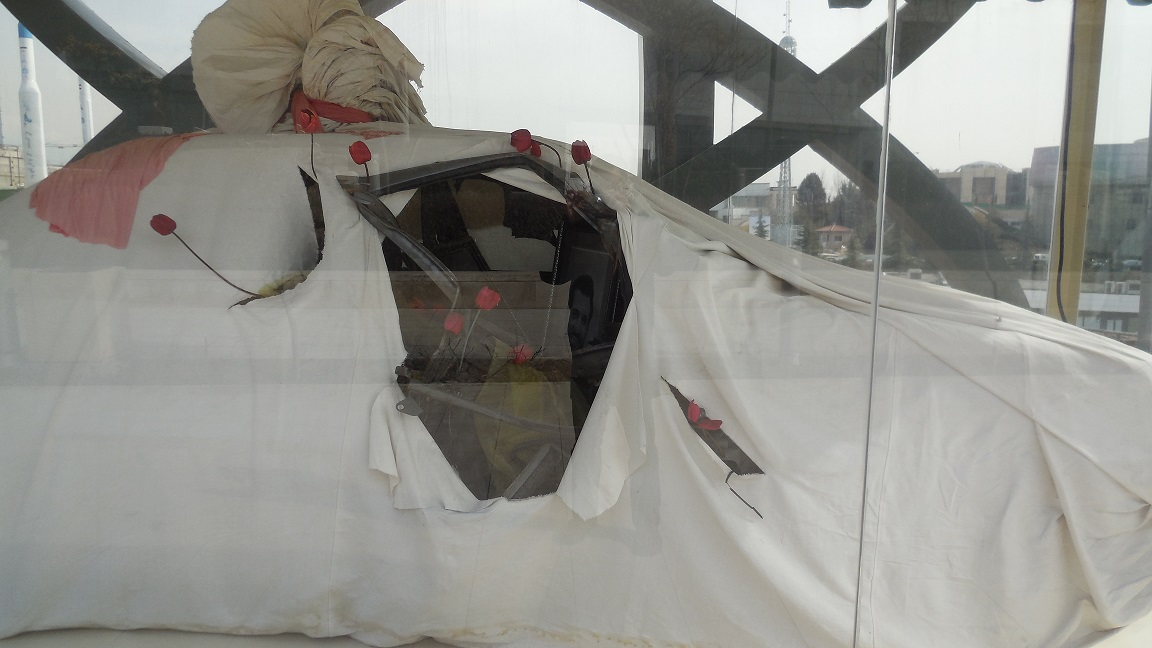
خودروی بمب‌گذاری شدهٔ مصطفی احمدی روشن در باغ موزهٔ دفاع مقدس تهران

صفرعلی براتلو دبیر شورای تأمین استان تهران ترور را منسوب به صهیونیست‌ها دانست.
خبرگزاری فارس هم در تحلیل شباهت این ترور با ترورهای سابق و همچنین اظهارات و دیدارهای مقامات نظامی اسرائیل و انگلیس یک روز قبل از ترور را مد نظر قرار داده‌است.
به ادعای خبرگزاری فارس ترور احمدی روشن نتیجه همکاری سازمان موساد اسرائیل و سازمان مجاهدین خلق ایران بوده‌است. اشپیگل این مطلب را بیان کرده و منبع ابن مطلب خبرگزاری فارس را تیکون اولام دانسته‌است که همواره اطلاعات دست اولی از فعالیت‌های موساد داشته‌است.
فیگارو نیز گزارش داده بود که اسرائیل به وسیلهٔ برخی اپوزیسیون ایرانی در کردستان عراق به جمع‌آوری اطلاعات از دانشمندان هسته‌ای ایران پرداخته‌است.
سایت ایران هسته‌ای نیز در تحلیلی این ترور را به سازمان موساد با همکاری بقایای پژاک و سازمان مجاهدین خلق منتسب کرد که توسط تامیر پاردو رئیس موساد از ایستگاه‌های این سازمان در مالزی، استانبول و باکو انجام شده‌است.
به دنبال این ترور سخنگوی ارتش اسرائیل در اینباره گفت «ما برای این قتل اشکی نمی‌ریزیم». به نوشته اورشلیم پست، فرمانده ارتش اسرائیل، روز قبل از این حمله گفته بود، سال ۲۰۱۲ سالی بحرانی برای ایران خواهد بود و اتفاقاتی غیرطبیعی برای این کشور رخ خواهد داد.
شبکه ان‌بی‌سی یک ماه پس از این حادثه در مقاله‌ای که منقش به تصویر خودروی حادثه سوء قصد به احمدی روشن بود از ترور ۵ دانشمند هسته‌ای از سال ۲۰۰۷ نام برد و به نقل از یک مقام رسمی آمریکایی، بدون فاش کردن هویت او، نوشت که حملات علیه دست‌اندرکاران برنامه اتمی ایران توسط اعضای سازمان مجاهدین خلق و با حمایت مالی، آموزشی و تسلیحاتی سرویس اطلاعاتی اسرائیل انجام شده‌است. مقام آمریکایی مذکور به ان‌بی‌سی گفته‌است که دولت آمریکا از عملیات ترور مطلع است، اما نقشی در آن ندارد.
رونن برگمن نویسنده اسرائیلی در کتاب «برخیز و بی‌درنگ او را بکش» ترور احمدی روشن توسط موساد را تأیید می‌کند. به گفته وی این ترورها به قصد ایجاد رعب و وحشت در میان دانشمندان هسته‌ای ایران انجام شده بودند. به علاوه برگمن بیان می‌دارد که تصویر احمدی روشن چند ماه قبل از ترور در صدا و سیما در ضمن بازدید هسته‌ای احمدی نژاد نشان داده‌شده بود.

## دستگیری عوامل ترور
وزارت اطلاعات طی بیانیه‌ای رسمی اعلام کرد که نیروهایش طی یک سلسله عملیات سنگینی توانستند عوامل اصلی ترور مصطفی احمدی روشن و قشقایی را در مکان‌های مختلف شناسایی و طی عملیاتی به سرعت آن‌ها را دستگیر کنند.حیدر مصلحی، وزیر اطلاعات وقت، ادعا کرد این افراد به صورت مستقیم زیر نظر و با حمایت‌های آمریکا، انگلیس و اسرائیل فعالیت می‌کردند. مازیار ابراهیمی یکی از متهمان ترور شخصیت‌های هسته‌ای ایران طی اعترافاتی در صدا و سیما خود را مسئول تیم ترور مجید شهریاری یکی از دانشمندان اتمی و همچنین در ترور مسعود علیمحمدی خواند. اما پس از مشخص شدن بیگناهیش و آزاد شدن، وی می‌گوید که اعترافات او زیر شدیدترین شکنجه‌های جسمی، روحی و ذهنی بوده‌است.

## واکنش‌های داخلی

### خامنه‌ای
سید علی خامنه‌ای، رهبر جمهوری اسلامی با تسلیت این حادثه، سازمان‌های سیا و موساد را عاملان اصلی ترور دانست و گفت این کار نشانهٔ ناتوانی و درماندگیشان است. او گفت: «ما به کوری چشم سران اردوگاه استکبار و نظام سلطه، این راه را با قوت و ارادهٔ راسخ دنبال خواهیم کرد و پیشرفت رشک‌آور ملت بزرگ خود را به رخ دشمنان عنود و حسود خواهیم کشید، و البته از مجازات مرتکبان این جنایت و عاملان پشت صحنهٔ آن هم هرگز چشم‌پوشی نخواهیم کرد.» 
همچنین در تاریخ ۲۹ دی ۱۳۹۰ وی به دیدار خانواده‌احمدی روشن رفت و سخنانی در ستایش او و حرکت علمی ایران گفت.

### دیگران
- کاظم جلالی سخنگوی کمیسیون امنیت ملی و سیاست خارجی مجلس گفت که ترور با درز اطلاعات از سازمان‌های بین‌المللی صورت گرفته.[۲۱]
- وزارت علوم و دانشگاه شریف ترور وی را محکوم کردند.
- کمپین سفارت سبز در بیانیه‌ای جمهوری اسلامی ایران را متهم به ترور مصطفی احمدی روشن کرد و تأکید کرد که این دانشمند هسته‌ای، مخالف ادامه فعالیت اتمی ایران به شکل فعلی آن بود.[۲۲]

## واکنش‌های خارجی
- هیلاری کلینتون وزیر خارجهٔ وقت آمریکا و دیگر مقامات آمریکایی دست داشتن این کشور در این اقدام و اقدامات خشونت‌آمیز دیگر علیه شهروندان غیرنظامی ایران را قویا رد کرد.
- معاون وزیر امورخارجهٔ انگلستان نیز با محکومیت این حادثه، هرگونه دخالت کشورش در آن را رد کرد.[۲۳]
- دبیرکل سازمان ملل متحد نیز این ترور را محکوم کرد.[۲۴]
- آژانس بین‌المللی انرژی اتمی در پی متهم شدن توسط مقام‌های جمهوری اسلامی به درز اطلاعات احمدی روشن از این آژانس، اعلام کرد «آژانس نام این فرد را فاش نکرده و اصلاً او را نمی‌شناسد.»[۲۵]
- سایت فارسی وزارت خارجه اسرائیل، در خبری که به سرعت آن را از سایت حذف کرد، از قول رئیس ستاد کل ارتش اسرائیل نوشت: با ترور دانشمندان ایران می‌توان از تبدیل شدن ایران به یک قدرت منطقه‌ای جلوگیری کرد.[۲۶]

## تشییع
مراسم تشییع وی پس از نماز جمعه تهران در روز ۲۳ دی ۱۳۹۰ انجام شد.

## دیگر کشتگان ترور
رضا قشقایی (۱۳۵۷–۱۳۹۰) رانندهٔ مصطفی احمدی روشن بود که در حادثه سوء قصد به مصطفی احمدی روشن در تاریخ ۲۱ دی ۱۳۹۰ به همراه او کشته شد. وی در پی این اقدام مجروح شد و به بیمارستان رسالت تهران انتقال پیدا کرد اما علی‌رغم تلاش پزشکان درگذشت.
وی متولد ۱۳۵۷ و از اهالی شهر ری بود و هنگامی که کشته شد فرزندی ۱۰ ساله داشت. پیکر وی در در صحن باغ طوطی شاه‌عبدالعظیم به خاک سپرده شد.
به دنبال کشته شدن وی فیلم مستندی در مورد زندگی او به کارگردانی مریم فخیمی و تدوین گری نیما حسن‌دوست کلید خورد. این مستند قرار است برای بخش «جلوه‌گاه نور» دوازدهمین جشنواره بین‌المللی فیلم مقاومت، انقلاب و دفاع مقدس ساخته شود، و «سنگر» نام دارد. محمود احمدی‌نژاد رئیس‌جمهور ایران به عنوان همدردی در تاریخ ۲۸ تیر ۱۳۹۱ در منزل رضا قشقایی در شهر ری حضور یافت و با خانواده او به گفتگو پرداخت. همچنین خانواده رضا قشقایی در تاریخ ۳۰ بهمن ۱۳۹۰ با خامنه‌ای رهبر جمهوری اسلامی دیدار و گفتگو کردند. مراسم اولین سالگرد کشته شدن مصطفی احمدی روشن و رضا قشقایی ۲۰ دی ماه ۱۳۹۱ هم‌زمان با اربعین در مسجد شهدای سازمان انرژی اتمی واقع در سایت شهید شهریاری با حضور مقامات کشوری و لشکری جمهوری اسلامی برگزار شد.